# Aladdin és a csodalámpa (Nielsen)

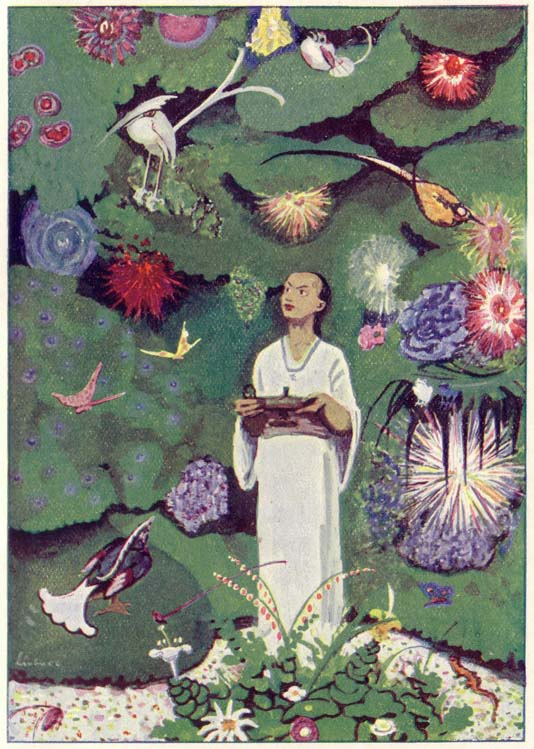
Aladdin és a csodalámpa
Max Liebert rajza

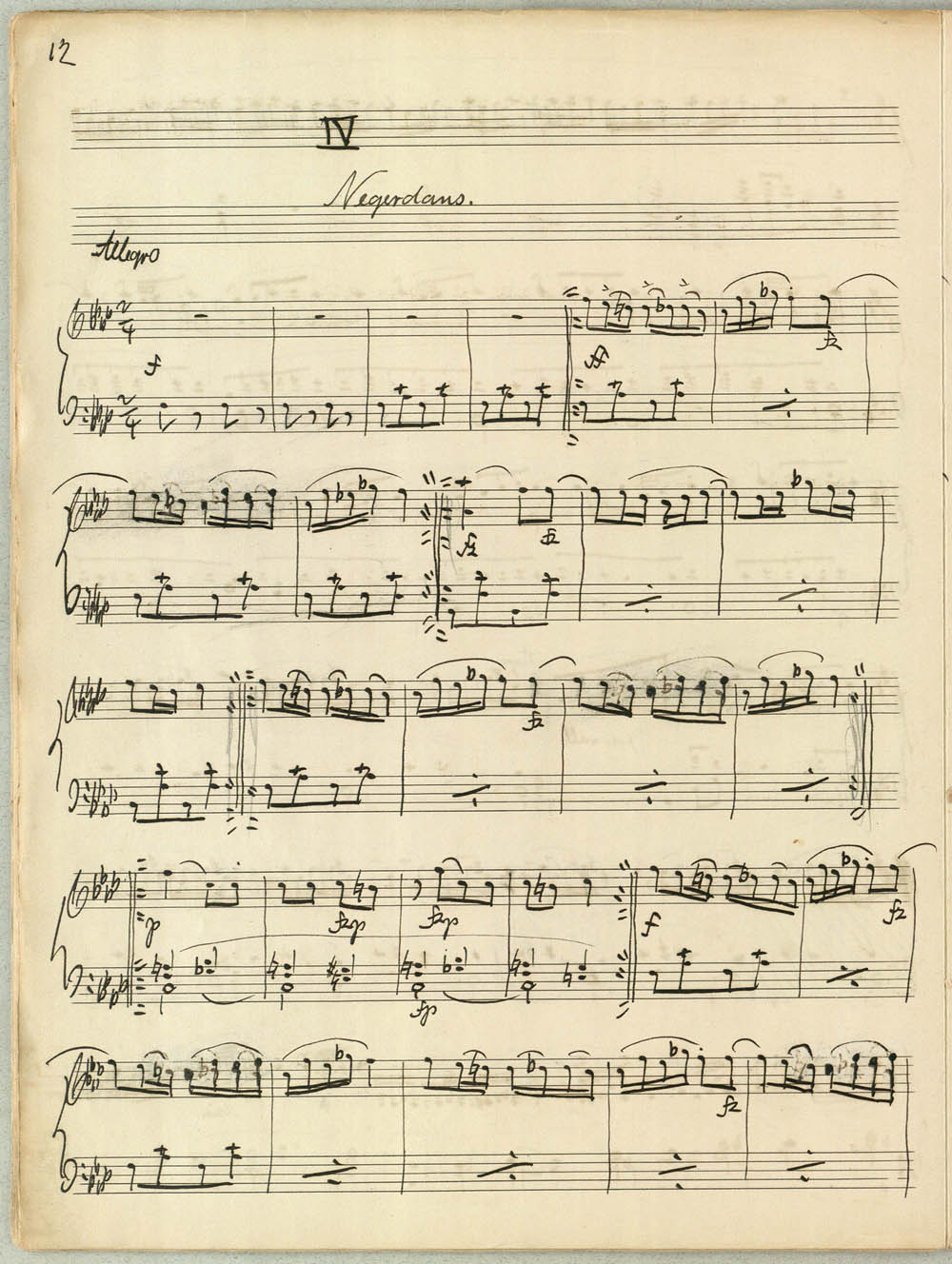
A négertánc zongoraátiratának kottája

Az Aladdin és a csodalámpa (dánul: Aladdin eller Den forunderlige Lampe, op. 34., FS 89, CNW 17) Carl Nielsen kísérőzenéje Adam Oehlenschläger ötfelvonásos „drámai mesejátékához”. Az 1917 és 1919 között íródott mű bemutatójára 1919. február 15-én és február 22-én került sor a Dán Királyi Színházban, Koppenhágában. A rövid szvit változat Nielsen leggyakrabban játszott darabjai közé tartozik.

## Keletkezése
1917 elején a Dán Királyi Színház elhatározta, hogy műsorára tűzi Adam Oehlenschläger ötfelvonásos „drámai mesejátékát”. Nielsen a színház kérésére komponált néhány vázlatot a darabhoz. Ezután a színház vezetése meggyőzte, hogy vállalja el a darab teljes megkomponálását. A zeneszerző 1918-as év nagy részét, a Dánia északi részén fekvő Skagenben töltötte, itt írta meg a darab jelentős részét. 1919 januárjában tért vissza Koppenhágába, ahol befejezte a darabot. A próbák során annyira összeveszett a darabot rendező és a főszerepet játszó Johannes Poulsennel, hogy nem vállalta el a zenekar dirigálását.

## Szerkezete
Több, mint nyolcvan perces játékidejével Nielsen leghosszabb műve, az operáit leszámítva. A gazdagon díszített darab különleges zenei nyelvezete jól megfigyelhető az egzotikus táncokban. Ez a zenei stílus az alapját képezi a későbbi 5. szimfóniának. 1992 májusában egy teljes felvételt készített a Dán Rádió Szimfonikus Zenekara és Kamarakórusa, Gennagyij Rozsgyesztvenszkij vezényletével.

### Szereplők
Aladdin, A Lámpás szelleme, A Gyűrű szelleme, Nureddin, Első hegyi nimfa, Második hegyi nimfa, Morgiane, Gulnare, Szuljemán, Hinbád, Szindbád, A szellem, Fatime

### Hangszerelés
Zenekar: fuvola, két pikoló, két oboa, angolkürt, két klarinét, két fagott, négy kürt, két trombita, két tenorharsona, basszusharsona, tuba, üstdob, csörgődob, négy pergődob, triangulum, nagydob, cintányér, kasztanyetta, harangjáték, xilofon, cseleszta, orgona, hárfa, első hegedűk, másodhegedűk, brácsák, csellók, nagybőgők
Kórus: szoprán, alt, tenor és basszus szólam

### Első Felvonás
1. Prológus (Allegretto moderato) - zenekar, kórus

2. (Allegretto) - szólófuvola

3. Gyászmenet (Andantino) - oboa, angolkürt, kürt, kórus

4. (Andante) - harangjáték, trombiták, tuba, fagott, oboa, csellók, bőgők, kórus

5. Nureddin éneke (Adagio) - trombiták, szólista

### Második felvonás
Egy csodálatos tér Ispahánban
6. A Lámpás szellemének első éneke (Andante) - trombiták, tuba, üstdob, szólista

7.  (Andantino) - zenekar

8. Távoli mulatság (Tempo di marcia) - csörgődob, triangulum, fuvola, klarinét, kürt, fagott

9. A Lámpás szellemének második éneke (Andante) - trombiták, tuba, üstdob, szólista

### Harmadik felvonás
10. A Lámpás szellemének harmadik éneke (Andante maestoso) - vonósok, trombiták, tuba, üstdob, szólista

11. Induló (Tempo di marcia) - zenekar

12. Gulnare  éneke (Tempo di marcia, Andante) - csörgődob, triangulum, fuvola, klarinét, kürt, fagott és vonósok, szólista

13. Induló (Tempo di marcia) - csörgődob, harangjáték, klarinét, trombita, angolkürt, fagottt

14. (Allegretto un poco) - pikoló, oboa, fagott, vonósok, kürt

15. Foglyok tánca (Moderato non troppo) - vonósok, fuvola, oboa, klarinét

16. Hindutánc (Andantino con moto) - vonósok

17. Négertánc (Allegro) - zenekar

18. Tánc és kórus (Tempo giusto) - zenekar, kórus

### Negyedik felvonás
19. Cithar, megérintett az én imádságom (Andantino) - hárfa, szólista (Gulnare) - Önálló dalként CNW 227, a Coll. 13 része

20. Gulnare harmadik éneke (Poco adagio) - vonósok, kürt, szólista

21. A Lámpás szellemének negyedik éneke (Andante) - trombiták, tuba, üstdob, szólista

22/1. Aladdin álma (Poco adagio) - vonósok

22/2. A reggeli köd tánca (Tempo di valse) - triangulum, fuvola, vonósok

23. (Andantino maestoso) - pergődobok, nagydob, trombita, kürt

24. Aladdin az anyja sírjánál (Stille) - brácsa, szólista - Önálló dalként CNW 228, a Coll. 13 része

25. A Gyűrű szellemének éneke (Andante maestoso) - hegedű, brácsa, pikoló, tenor- és basszusharsona, üstdob, szólista

### Ötödik felvonás
26. A Lámpás szellemének ötödik éneke (Andante) - trombiták, tuba, üstdob, hegedű, pikoló, szólista

27. (Andante con moto) - cintányér, csörgődob, pikoló, oboa, kürt, klarinét, fagott, vonósok

28/1. Fatime dala (Andantino) - vonósok, szólista - Önálló dalként CNW 229, a Coll. 13 része

28/2. Szindbád és a szellem kettőse (Andantino quasi allegretto) - pergődob, kürt, fagott, trombita, vonósok, énekesek

29. (Allegro) - hegedű, brácsa, üstdob

30. (Andantino) - zenekar, kórus

## Az ősbemutató és fogadtatása
A mű első részének bemutatójára 1919. február 15-én a második részének bemutatójára február 22-én került sor a Dán Királyi Színházban, Koppenhágában. A darabot Johannes Poulsen rendezte, a zenekart Ferdinand Hemme vezényelte. A rendező, hogy több helye legyen a monumentális díszletnek a zenekart a megszokott zenekari árok helyett egy lépcső alatt helyezte el. A zenéből önkényesen kivágott részeket és a dalok sorrendjén is változtatott. Ezért Nielsen kérte, hogy a nevét töröljék az előadás plakátjáról és a programfüzetből. Az előadás óriási kudarccal zárult. A kor meghatározó színházi kritikusai Valdemar Vedel és Paul Brodersen is éles hangú kritikát fogalmaztak meg már az első rész bemutatója után, bár mindketten kiemelték, hogy Nielsen zenéje különleges és a mű bukását a rendezés okozta. Mindössze tizenöt előadás után a színház levette műsoráról a darabot.

## Későbbi bemutatók
1919. február 6-án a koppenhágai Musikforeningenben (Zenei Társaság) a szerző vezényletével részletek csendültek fel a mű szvit változatából. A mű első külföldi bemutatóján is a szvit ezen részletei voltak hallhatóak. A bemutatóra 1923. június 22-én a londoni Queen's Hallban került sor, a karmester ezúttal is maga Nielsen volt. A szvit változat teljes előadására 1925. november 25-én került sor Koncertforeningenben (Koncert Társaság), Koppenhágában, a szerző vezényletével. A szerző ezt a változatot szülővárosában Odensében is bemutatta 1926. február 5-én. A színpadi változatot külföldön először 1929. november 9-én a Deutsches Schauspielhausban, Hamburgban láthatta a közönség.

## Változatok

### Az Aladdin szvitek
Nielsen már a színpadi változattal egy időben elkészítette a szvit változatokat is. Ezeket a katalógusokban nem tekintik önálló műveknek. A szvit változat zenekari apparátusa: két fuvola, pikoló, két oboa, angolkürt, két klarinét, két fagott, négy kürt, két trombita, három harsona, tuba, üstdob, csörgődob, pergődob, triangulum, nagydob, cintányér, kasztanyetta, xilofon, cseleszta, vonósok.
A rövidebb szvit változat hét részből áll, melyek sorrendben a következők:
1. Keleti fesztivál induló (részletek a második és harmadik felvonás indulóiból)
2. Aladdin álma és a reggeli köd tánca
3. Hindutánc
4. Kínai tánc
5. Piactér Ispahánban (Egy csodálatos tér Ispahánban a második felvonásból)
6. Foglyok tánca
7. Négertánc

A rövid szvit változat gyakran szerepel a zenészek repertoárján, Nielsen leggyakrabban játszott darabjai közé tartozik. A teljes közel nyolcvanperces darabot ritkán adják elő.

### Átirat zongorára és vegyeskarra
Nielsen hat táncból zongora átiratot is készített. 
1. Kínai tánc
2. Foglyok tánca
3. Hindutánc
4. Négertánc
5. Tánc és kórus (a harmadik felvonásból)
6. A reggeli köd tánca

### Három dal Adam Oehlenschläger darabjából az Aladdin és a csodalámpából
A CNW katalógus Coll. 13 szám alatt tartja nyilván a három önálló műként leírt dal együttesét.
A három dal a következő:
1. Cithar, megérintett az én imádságom (Cithar, lad min Bøn dig røre) - Gulnare második éneke a negyedik felvonásból (CNW 227)
2. Aludj most, babácska! (Visselulle nu, Barnlil!) - Aladdin altatódala az anyja sírjánál a negyedik felvonásból (CNW 228)
3. Túl a fekete erdőn a hold felkél (Alt Maanen oprejst staar bag sorte Skove) - Fatime dala az ötödik felvonásból (CNW 229)

## Fordítás
- Ez a szócikk részben vagy egészben az Aladdin (Nielsen) című angol Wikipédia-szócikk ezen változatának fordításán alapul.  Az eredeti cikk szerkesztőit annak laptörténete sorolja fel. Ez a jelzés csupán a megfogalmazás eredetét és a szerzői jogokat jelzi, nem szolgál a cikkben szereplő információk forrásmegjelöléseként.